# Thomas Pelham-Holles
Thomas Pelham-Holl, I duc de Newcastle-upon-Tyne (en la seva segona creació) i I duc de Newcastle-under-Lyne KG PC, va ser un estadista britànic, nascut a Londres el 21 de juliol de 1693 i mort el 17 de novembre de 1768 a la mateixa ciutat.

## Orígens
Fill del baró Pelham i de lady Grace Holl, germana del Duc de Newcastle-upon-Tyne, el seu pare i el seu oncle van morir durant la seva adolescència, la qual cosa li va permetre heretar els seus títols i grans extensions de terra.
El 1718 el duc es va casar amb Lady Harriet Godolphin, filla del segon comte de Godolphin i neta de Sarah i John Churchill, 1r duc de Marlborough. La duquessa fou molt malaltissa i no van tenir fills.
En 1731, a Houghton Hall, la casa de Sir Robert Walpole país a Norfolk, el duc, amb el duc de Lorena (més tard, l'emperador del Sacre Imperi), es va fer un Mestre Maçó pel Gran Mestre d'aquell temps, el Senyor Lovell, en una cabana. En 1739, en la creació de Foundling Hospital de Londres, va actuar com un dels governadors de la fundació de la caritat.

## Carrera Política
Pelham-Holle es va vincular al sector whig que donava suport a les reformes protestants i la proclamació de Jordi I com a hereu de la reina Anna Després d'aquesta, va tenir un paper clau en l'acceptació del rei Jordi I i es va vincular a l'equip polític del líder whig i primer ministre Robert Walpole. El 1717 va ser designat Lord Camarlenc, encarregat de la supervisió d'algunes companyies de teatre; durant aquest període, va aconseguir fer triar més de vint membres de la Cambra dels Comuns gràcies al poder econòmic i polític de la seva família.

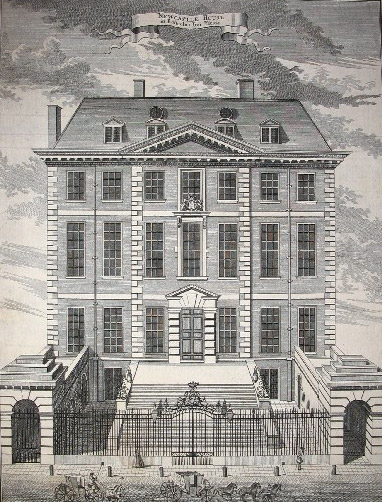
Casa de Newcastle que va heretar del seu oncle el 1711, i va utilitzar com la seva residència principal a Londres, sovint realitzant-hi luxoses festes.

El 1724 va ser nomenat Secretari d'Estat per al "Departament Sud", tenint a càrrec les relacions del govern amb la regió sud d'Anglaterra, Gal·les, Irlanda, les colònies americanes i els governs d'Europa. Es va mantenir en el càrrec per més de vint anys, tot i la sortida de Walpole del govern el 1742, un any després, el seu germà Henry Pelham es converteix en primer ministre, de manera que es consolida com un dels membres més influents del govern i un dels "actors" més respectats de la política europea. El 1748 va passar a la Secretaria d'Estat del "Departament Nord", a càrrec de les relacions amb Escòcia i el nord d'Anglaterra i el 1754 passa al seu germà com a Primer Ministre, fins a 1756.
Entre 1757 i 1762 torna a exercir com a Primer Ministre, per a després liderar l'oposició. Es va mantenir actiu a la Cambra dels Lords fins a la seva mort.